# Sigibert I.
Sigibert I. je bil od kralj Avstrazije, ki je vladal od leta 561 do svoje smrti, * okrog 535, † okrog 575.
Bil je tretji preživeli sin kralja Klotarja I. in Ingunde. Večino svoje vladavine se je predvsem uspešno vojskoval proti svojemu polbratu Hilperiku I..

## Življenje
Po smrti Klotarja I. leta 561 se je njegovo kraljestvo skladno s frankovskimi običaji razdelilo med njegove štiri sinove. Sigibert je dobil severovzhodni del kraljestva, znan kot Avstrazija, s prestolnico v Reimsu, kateri je po smrti brata Hariberta leta 567 ali 568 priključil njegov del kraljestva s prestolnico v Parizu. Brat Guntram je dobil Burgundijo s prestolnico v Orléansu, najmlajši brat Hilperik pa Soissons, ki je po priključitvi dela Haribertovega kraljestva postal Nevstrija. Vdori Avarov, nomadskega plemena, sorodnega Hunom, so Sigiberta prisilili, da je svojo prestolnico preselil iz Reimsa v Metz. Napade Avarov je odbil leta 562 in okrog leta 568.
Okrog leta 567 se je poročil z Brunhildo, hčerko vizigotskega kralja Atanagilda. Njegova poroka je po mnenju Gregorja Tourskega, glavnega letopisca tistega časa, razkrila del Sigibertovega značaja, ki ni bil značilen za tiste nasilne in razvratne čase. Gregor Tourski piše:
Ko je kralj Sigibert videl, da si njegovi bratje jemljejo žene, nedostojne zanje, in da je zanje poniževalno poročati se s sužnjami, je poslal svoje odposlance z bogatimi darili v Španijo in zaprosili za Brunhildo, hčerko kralja Atanagilda. Bila je deviško lepa in ljubka, krepostna in uglajena, zdravega razuma in prijetnega obnašanja. Njen oče (ženitne ponudbe) ni zavrnil, ampak jo je z velikimi zakladi poslal h kralju. Kraj je zbral svoje najodličnejše može in priredil gostijo, na kateri jo je sredi velikega veselja in radosti vzel za ženo. (Nevesta) je bil arijanske vere, vendar je med molitvijo škofov in nagovarjanjem samega kralja priznala Sveto trojico in se dala krstiti.
Sigibertov brat Hilperik se je zbal, da bi Sigibertova zveza z Vizigoti lahko ogrozila njegovo kraljestvo, zato je Atanagilda zaprosil za roko njegove hčerke  Galsvinte. Krepostna Galsvinta je od moža zahtevala, da z dvora nažene vse svoje ljubice, priležnice in prostitutke, kar je tudi storil. Galsvinte se je kmalu naveličal in jo na ukaz svoje priležnice Fredegunde umoril in se nekaj dni kasneje z njo poročil. Sigibert jo je, morda na spodbudo žene Brunhilde, ogorčene zaradi sestrine smrti, sklenil maščevati. Brata sta bila že pred tem v sporih, potem pa so sovražnosti med njima prerasle v dolgo in kruto vojno, ki so jo nadaljevali še njuni nasledniki.

## Smrt
Leta 573 je Sigibert osvojil Poitiers in Touraine in večino Hilperikovega ozemlja. Hilperik je pobegnil v Tournai, Sigiberta pa sta v zmagoslavnem zanosu, ko so ga Hilperikovi podložniki v Vitry-en-Artoisu ravno priznali za svojega kralja, ubila dva Fedegundina morilca.

## Nasledstvo
Nasledil ga je sin Hildebert II. pod Brunhildinim regentstvom. Oba sta bila kmalu zatem prisiljena poiskati zaščito strica oziroma svaka Guntrama, ki je Hildeberta nazadnje posinovil in ga določil za svojega naslednika.

## Družina
Sigibert je imel z Brunhildo hčerki Ingundo in Klodosindo in sina Hildeberta.

## Vir
- Dahmus, Joseph Henry. Seven Medieval Queens. 1972.